# اینفینیتی کیو۳۰
اینفینیتی کیو۳۰ (انگلیسی: Infiniti Q30)یک خودروی کراس‌اوور سایز کوچک است که توسط برند لوکس نیسان ، اینفینیتی از سال ۲۰۱۶ ساخته و به فروش می رسد. کیو۳۰ بر روی پلت فرم نسل سوم مرسدس‌-بنز کلاس ای ساخته شده است. این خودرو نتیجه توافقنامه همکاری نیسان ، رنو و مرسدس برای به اشتراک گذاشتن فناوری است. تولید این محصول در اروپا در اواسط سال ۲۰۱۹ متوقف شد زیرا این برند (اینفینیتی) به طور همزمان از اروپا خارج شد. 